# Conversão ao cristianismo

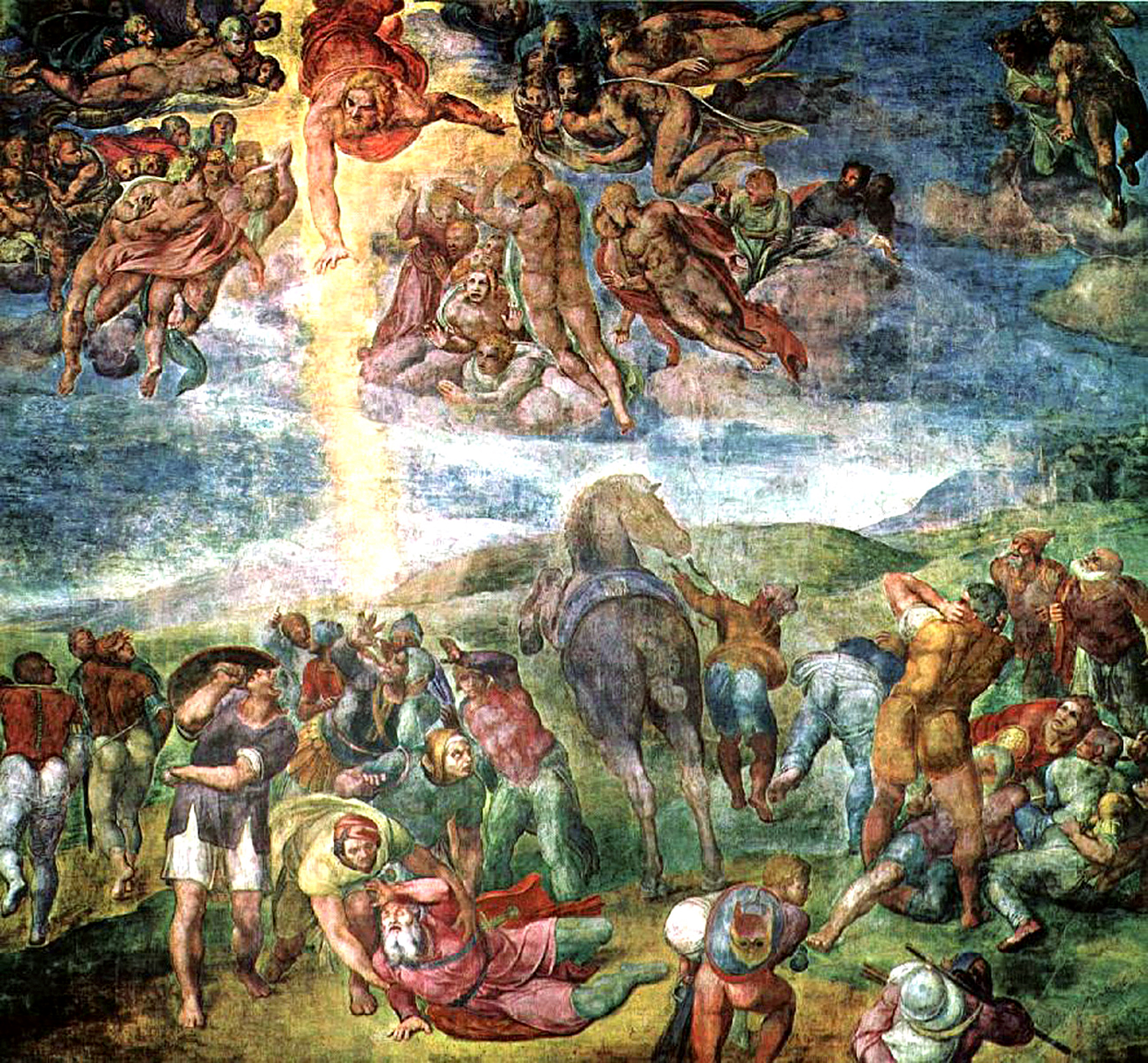
A conversão de Saulo no caminho para Damasco, pintada por Michelangelo

Conversão ao cristianismo é a conversão religiosa de uma pessoa anteriormente não-cristã ao Cristianismo. Diferentes denominações do Cristianismo podem realizar vários tipos diferentes de rituais ou cerimônias em um convertido, a fim de iniciá-los em uma comunidade de crentes. O ritual de conversão mais comumente aceito no Cristianismo é através do batismo, mas isso não é universalmente aceito entre as denominações cristãs. Um período de instrução e estudo quase sempre ocorre antes que uma pessoa seja formalmente convertida ao Cristianismo, mas a duração desse período varia, às vezes tão curta quanto algumas semanas e possivelmente menos, e outras vezes, até um ano ou possivelmente mais.
A maioria das principais denominações cristãs aceitará a conversão em outras denominações como válida, desde que ocorra um batismo com água em nome da Trindade, mas alguns podem aceitar uma simples profissão de fé em Jesus como Senhor como sendo tudo o que era necessário para a verdadeira conversão. Outros cristãos podem não aceitar conversões realizadas em outras denominações e certas comunidades podem ser discriminadas como heréticas. Isso é mais verdadeiro para muitas seitas não-trinitárias, que muitas das principais denominações cristãs (católicas, ortodoxas e protestantes) rejeitam como tendo formas válidas de conversão. Conseqüentemente, muitas seitas não-trinitárias se isolam espiritualmente, pois podem considerar apenas suas conversões válidas e não as do Cristianismo convencional.
Os cientistas sociais mostraram grande interesse na conversão cristã como uma experiência religiosa que os crentes descrevem como fortalecendo sua fé e mudando suas vidas. A cristianização, definida como a "reformulação das relações sociais, significados culturais e experiência pessoal em termos de ideais cristãos (geralmente aceitos ou supostos)", deve ser diferenciada da conversão. Cristianização é o termo cultural mais amplo e normalmente envolve esforços para converter sistematicamente um continente ou cultura inteira das crenças existentes ao Cristianismo.

## Métodos de conversão

### Introdução
As denominações cristãs variam nos procedimentos exatos da conversão. Grupos cristãos mais tradicionais, como a Igreja Católica, a Igreja Ortodoxa, luteranos, anglicanos, metodistas e alguns cristãos reformados, consideram o sacramento do batismo em nome da Trindade o momento da conversão. Todos esses grupos ensinam a doutrina da regeneração batismal, ou seja, uma vez batizados, todos os pecados passados, incluindo o pecado original, são lavados e uma pessoa se justifica diante de Deus. Por meio do batismo, alguém é incorporado ao corpo de crentes, chamado Igreja, e pode ser corretamente considerado um cristão. Alguns desses grupos também podem administrar outros sacramentos no processo de conversão, como confirmação. Alguns cristãos evangélicos, como batistas e pentecostais, não acreditam que o batismo seja necessário para a salvação e a conversão, mas apenas que uma profissão de fé é suficiente. Os cristãos também diferem quanto à idade de alguém para se converter. A Igreja Católica e a Igreja Ortodoxa acreditam que a conversão não se restringe à idade e tende a batizar crianças. Os evangélicos não batizam crianças porque vêem a conversão como uma decisão profundamente pessoal.

### Instruções
Antes que a conversão ocorra, os conversos, também chamados de "catecúmenos", devem passar por um período de instrução. Na Igreja Católica, isso geralmente envolve passar alguns meses se preparando no RCIA (Rito de Iniciação Cristã para Adultos), onde os catecúmenos passam um tempo aprendendo sobre a fé cristã e os ensinamentos da Bíblia e da Igreja. Na Igreja Ortodoxa, pode levar até um ano inteiro de estudo e participação antes que alguém seja batizado. As denominações protestantes e outros grupos cristãos têm várias outras maneiras de instruir os convertidos, que podem se concentrar fortemente na Bíblia.

### Batismo/Confirmação

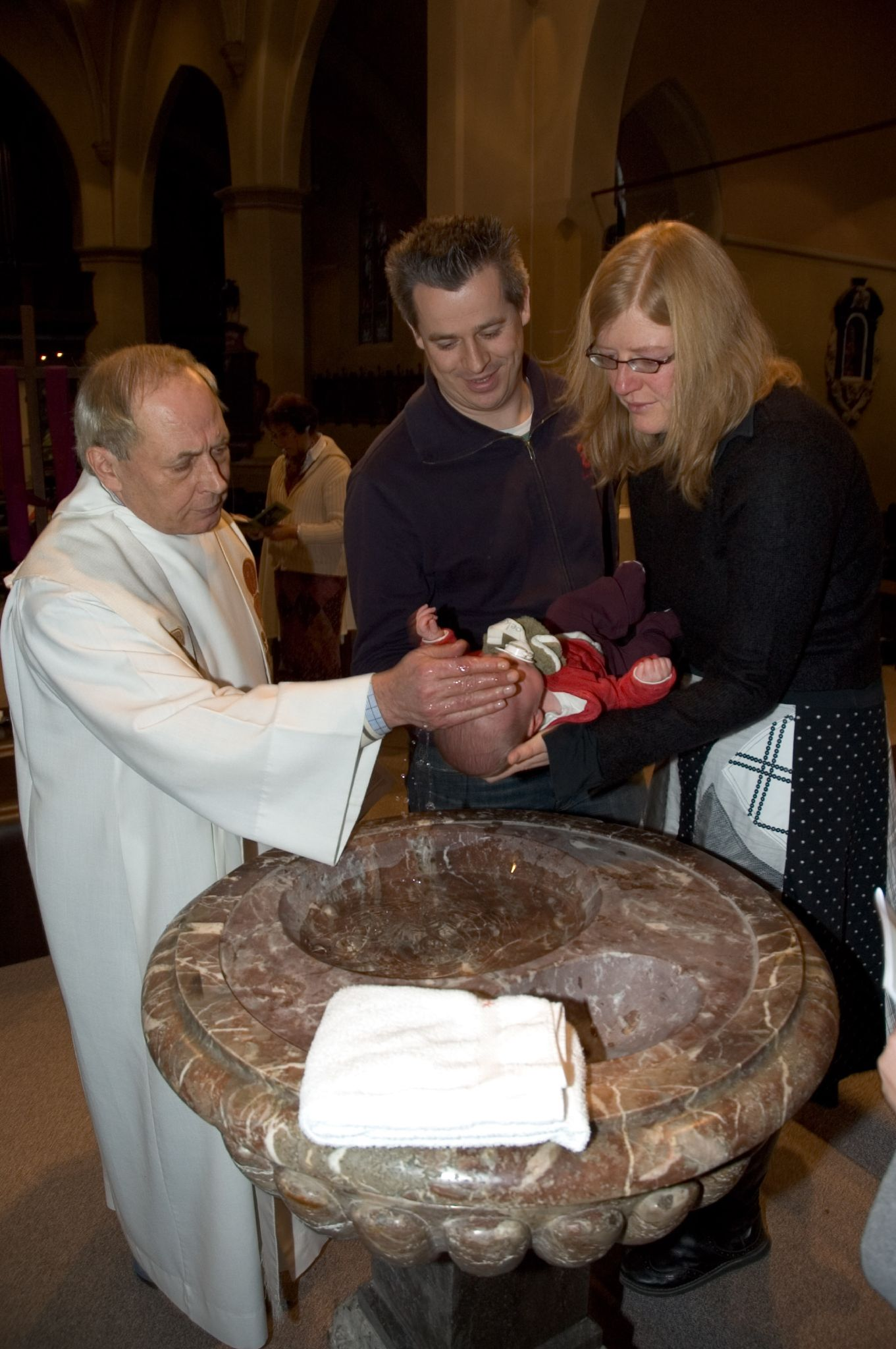
Batismo de uma criança por efusão

Existem diferentes modos de batismo no cristianismo, incluindo imersão, afusão (derramamento) e aspersão (aspersão). A maneira pela qual uma pessoa é batizada depende da denominação em que alguém entra. Quase todos os batismos compartilham em comum o uso da fórmula trinitária (em nome do Pai, Filho e Espírito Santo) pelo ministro ao batizar o convertido. A Igreja Católica Romana batiza principalmente com afusão, mas ocasionalmente o faz com imersão. Cristãos ortodoxos e alguns católicos orientais batizam por imersão tripla após a invocação da Trindade; o único momento em que a Igreja Ortodoxa permite outras formas de batismo é em caso de emergência.
Os protestantes batizam de várias maneiras diferentes. Muitos anglicanos e luteranos batizam por afusão, enquanto presbiterianos e congregacionalistas normalmente batizam com aspersão. Outros, como os metodistas, podem conduzir todas as três formas de batismo. Muitos protestantes evangélicos insistem que apenas o batismo por imersão total é válido, baseando-o na palavra grega do Novo Testamento para batismo "baptizo" (βαπτίζω), que pode ser traduzida como "imersão" ou "submersão".
Dependendo de qual dessas denominações se entra, o sacramento da Confirmação, também conhecido como Crismação pelos cristãos orientais, pode ser administrado imediatamente após o batismo. Na Igreja Católica Latina, as crianças que são batizadas não são confirmadas, mas devem esperar até a adolescência para serem confirmadas. Na Igreja Ortodoxa Oriental, e em muitas igrejas católicas orientais, os bebês são crismados e comungados por um padre ou bispo imediatamente após serem batizados. Quando um adulto convertido entra na Igreja Católica ou Ortodoxa, ele é imediatamente confirmado após o batismo, no qual um membro do clero unge a testa com azeite de oliva (ou, no caso de cristãos bizantinos, testa, olhos, narinas, boca, ouvidos, peito, mãos e pés), chamando o Espírito Santo para selar o convertido com seus dons. Após a confirmação, o convertido é convidado a participar da primeira comunhão. Esses ritos geralmente ocorrem na Vigília Pascal.
As pessoas que se converterem à maioria dos grupos protestantes principais serão recebidas por meio do batismo e serão iniciadas ainda mais por quaisquer tradições às quais a denominação específica se apegue.
Os Pentecostais da Unidade batizam os convertidos por imersão total apenas no nome de Jesus, um afastamento da forma usual de batismo. Eles baseiam isso em certas passagens encontradas nos Atos dos Apóstolos. Diferentemente da maioria dos pentecostais, os pentecostais da Unidade acreditam que o batismo é necessário para a salvação. Embora eles não batizem crianças, enfatizando que a conversão é uma decisão pessoal.
A Igreja de Jesus Cristo dos Santos dos Últimos Dias ensina que o batismo é o primeiro sacramento, chamado de ordenança em sua teologia que após a conversão é necessária para ser membro da denominação. O batismo, de acordo com tal teologia, exige que o convertido seja responsável (credobatismo), que seja por imersão e que seja realizado por um portador do sacerdócio autorizado. Como a denominação não reconhece a autoridade do sacerdócio de outras igrejas, todos os convertidos, mesmo aqueles de outras denominações cristãs, precisam ser batizados. Após o batismo, um convertido é confirmado membro da denominação e recebe o Dom do Espírito Santo pela imposição de mãos de um portador do Sacerdócio de Melquisedeque.

### Cristianismo evangélico
Os protestantes evangélicos não consideram o batismo necessário para a salvação. Por causa disso, em vez do batismo, uma pessoa se torna cristã no momento em que professa Jesus como seu Senhor e Salvador. Os evangélicos baseiam isso na interpretação de certos versículos da Bíblia, como Romanos 10,9 e Romanos 5,1.
Isso pode ser expresso em alguns cultos da igreja evangélica, onde o pastor pode realizar um "chamado do altar", convidando pessoas não-cristãs a subir publicamente e "receber" Jesus em seus corações para se tornarem cristãos.
Como resultado dessa crença, muitos evangélicos não praticam o batismo infantil e, por isso, professam que devem ser capazes de tomar a decisão de se converterem ao Cristianismo. No entanto, os evangélicos praticam o batismo, mas é visto como um simples pronunciamento público da fé em Cristo, e não como um meio de graça.

### Luteranismo

A Confissão de Augsburgo divide o arrependimento em duas partes: "Uma é a contrição, isto é, os terrores que ferem a consciência pelo conhecimento do pecado; a outra é a fé, que nasce do Evangelho, ou da absolvição, e acredita que, por amor de Cristo, os pecados são perdoados, conforta a consciência e a livra dos terrores".

No luteranismo, a conversão ou regeneração, no sentido estrito do termo, é obra da graça divina e do poder pelo qual o homem, nascido da carne, e sem todo poder de pensar querer, ou fazer qualquer coisa boa, e morto em pecado é, através do evangelho e do santo batismo, tirado de um estado de pecado, ira e morte espiritual em um estado de vida espiritual de fé e graça, tornado capaz de desejar e fazer o que é espiritualmente bom e, especialmente, feito de fato para aceitar os benefícios da redenção que está em Cristo Jesus.

## Conversão entre denominações
A maioria das denominações aceita o batismo realizado por outra denominação. Quase sempre, o batismo deve ter sido com água e realizado em nome da Trindade. Tais conversos são geralmente recebidos por um ritual formal que normalmente inclui também a comunhão na denominação e possivelmente a confirmação. A semelhança de crença necessária para a aceitação de um batismo sob uma denominação diferente é chamada "Como Fé e Prática" ou, às vezes, "Método Certo, Meio Certo, Significado Certo".

### Catolicismo
A Igreja Católica considera todas as formas de batismo com água, incluindo imersão total, afusão e aspersão, que são feitas em nome da Trindade como válidas.
Protestantes (luteranos, anglicanos, presbiterianos, batistas, Assembléia de Deus, metodistas, etc.) que se convertem ao catolicismo geralmente não são batizados, mas são solicitados a fazer uma simples profissão de fé na missa em um domingo comum. A confirmação geralmente segue (embora nem sempre), e o convertido passa a receber a primeira comunhão.
Os cristãos orientais (ortodoxos bizantinos, ortodoxos orientais e assírios) são solicitados apenas a fazer uma simples profissão de fé e, em seguida, iniciar a participação na Eucaristia sem ter que ser confirmada devido à Igreja Católica reconhecer os sacramentos cristãos orientais. Os cristãos orientais que se convertem à Igreja Católica são automaticamente inscritos no rito oriental correspondente à Igreja da qual se originaram, independentemente da Igreja sui juris pela qual entraram na Igreja Católica.
A quantidade de instruções antes da recepção varia, dependendo de quão ativa a pessoa tenha sido em sua vida cristã e de como ela é informada sobre a fé. Pessoas validamente batizadas oriundas de denominações anteriores não precisam ser matriculadas na RCIA porque a Igreja não as considera catecúmenas, pois seu batismo já as tornou cristãs. Instruções particulares podem ser dadas por um padre, que pode durar de algumas semanas a alguns meses, no máximo. Após as instruções, a pessoa pode ser solicitada a escolher um padrinho para confirmação, se o padre decidir fazer o sacramento.
Mórmons, Testemunhas de Jeová, Pentecostais da Unidade, Cristadelfianos, Cientista Cristão e outros grupos que se apegam ao não-trinitarismo e/ou que não batizam na fórmula trinitária "adequada" são recebidos na Igreja Católica através do batismo, porque a Igreja Católica não reconhece batismos não-trinitários. Quakers e membros do Exército de Salvação também são batizados porque nenhuma igreja pratica o batismo.
Converte-se em qualquer uma das Igrejas Católicas Orientais, 23 Igrejas sui juris em plena comunhão com o Bispo de Roma, geralmente são recebidas pelas tradições daquela Igreja em particular.

### Ortodoxia
Na Igreja Ortodoxa Oriental, existem diferentes opiniões de bispos e teólogos sobre como receber cristãos vindos de outras denominações. Alguns aceitarão apenas o batismo ortodoxo feito por imersão tripla e, assim, rebatizarão todos os convertidos. Geralmente, a maioria das jurisdições aceita o batismo feito em outra denominação por economia, desde que tenha sido feito com água em nome da Trindade; essa é a posição do Patriarcado Ecumênico de Constantinopla. A maioria dos convertidos de outras denominações cristãs com batismos na fórmula trinitária (católicos, protestantes, ortodoxos orientais, assírios) são recebidos por crisma e por uma profissão de fé ou, nos casos de alguns católicos e cristãos não calcedonianos, são recebidos durante a confissão como sua confirmação em sua antiga Igreja seria considerada válida. A confirmação protestante não é considerada válida pela Igreja Ortodoxa.
Alguns grupos ortodoxos orientais, como a Igreja Ortodoxa Russa Fora da Rússia (ROCOR), uma parte semi-autônoma da Igreja Ortodoxa Russa desde 2007, optam por rebatizar todos os convertidos à Ortodoxia, incluindo protestantes e católicos, além da maioria dos ortodoxos orientais. Como o ROCOR é uma parte totalmente canônica da Igreja Ortodoxa Oriental, os cristãos ortodoxos que se converteram de outra denominação cristã sem serem batizados novamente, mas foram recebidos simplesmente por crisma ou confissão em sua respectiva jurisdição, ainda são comunicados pelo clero do ROCOR, já que os ortodoxos não devem duvide da validade da conversão de alguém à fé ortodoxa.
A Igreja Ortodoxa batiza todos os cristãos provenientes de denominações não-trinitárias, porque a Igreja Ortodoxa não considera válidos os batismos não-trinitários.
A recepção ortodoxa oriental de convertidos de outras denominações cristãs varia muito. A Igreja Ortodoxa Copta aceita todos os batismos realizados na Igreja Ortodoxa Oriental e, desde abril de 2017, aceita esses batismos realizados na Igreja Católica Romana. A Apostólica Armênia, a Igreja Ortodoxa Siríaca e a Igreja Ortodoxa Malankara estão geralmente dispostas a aceitar qualquer batismo feito com água em nome da Trindade.

### Protestantismo
A maioria dos grupos protestantes da linha principal sustenta que o batismo realizado com água em nome da Trindade é válido e aceitará conversos que foram batizados dentro de uma denominação cristã anterior, de acordo com seus costumes particulares.
Alguns grupos evangélicos como batistas e pentecostais não consideram o batismo feito por aspersão ou derramamento como válido e podem rebatizar um convertido de outra denominação por imersão total.

### Outras
Os Mórmons não reconhecem os batismos feitos nas denominações cristãs e se rebatizam usando a fórmula trinitária (embora rejeitem a doutrina ortodoxa da Trindade) e confirmam os convertidos.
Os pentecostais da Unidade somente aceitam o batismo realizado em nome de Jesus e, posteriormente, batizam convertidos de denominações anteriores que não foram batizados anteriormente nesta fórmula específica.
As Testemunhas de Jeová batizam todos os convertidos, incluindo aqueles que já foram batizados em denominações anteriores.

## Exemplos do Novo Testamento
A conversão do apóstolo Pedro, conforme registrado na Bíblia, (Lucas 5,1-11; Mateus. 4,18-22) serve como um exemplo clássico de "uma pessoa anteriormente não-cristã entrando no modo de vida cristão":
Como Lucas conta a história, foi a captura milagrosa de peixes que despertou a consciência de Pedro para a consciência de que havia mais em Jesus do que se vê. Pedro encontrou-se na presença de alguém ou de algo que lhe despertou o mais natural de todos os gestos de admiração, reverência e santo medo - ele caiu de joelhos. Este gesto foi acompanhado por uma confissão da sua própria condição miserável: "Deixa-me, Senhor; sou um homem pecador" (Lucas 5,8). Mais uma vez, porém, esta visão é incompleta. Imediatamente uma nova vida, um novo rumo é dado a Pedro. "Não tenha medo; de agora em diante você será pescador de homens"." (Lucas 5,10). E Pedro seguiu Jesus, deixando tudo para trás.
Os Evangelhos falam da vinda do Reino com poder do alto e enquanto Jesus estava vivo na terra, ele ainda estava sob a Lei Judaica, sendo obediente às suas regras e regulamentos. Jesus, porém, recebeu toda autoridade no céu e na terra, até a autoridade para perdoar pecados que antes somente Deus podia fazer. Enquanto vivo na cruz, ele perdoou o ladrão que lhe perguntou porque ele tinha essa autoridade. Em Mateus 28, 19-20, o último mandamento de Jesus foi que seus discípulos fossem e fizessem discípulos de todas as nações, batizando-os em nome do Pai e do Filho e do Espírito Santo, e ensinando-os a obedecer a tudo o que Ele tinha ordenado.
Em Atos 1-2, vemos o início da igreja cristã com o Espírito Santo descendo, e Pedro pregando à multidão sobre como seus pecados, juntamente com a ajuda de homens iníquos, crucificaram o salvador. A resposta deles foi "o que devemos fazer?" A resposta de Pedro à fé deles foi: “Arrependam-se e sejam batizados, cada um de vocês, em nome de Jesus Cristo, pelo perdão de seus pecados. E você receberá o dom do Espírito Santo. A promessa é para você e seus filhos e para todos os que estão longe - para todos a quem o Senhor nosso Deus chamar”.
Outra conversão dramática ao Cristianismo ocorreu na vida do apóstolo Paulo (Atos 9) cujo nome formal tinha sido Saulo de Tarso. Ele era fanático pela causa do judaísmo do Segundo Templo, que estava "respirando ameaças e assassinatos contra os discípulos do Senhor". (Atos 9,1) Enquanto viajava para Damasco para prender cristãos judeus, ele caiu no chão ao ser cercado por uma luz brilhante "do céu". Ele ouviu uma voz acusando-o: "Saulo, Saulo, por que você está me perseguindo?" (Atos 9,4). A experiência o deixou temporariamente cego. A voz o instruiu a seguir para Damasco, onde foi curado e batizado por Ananias de Damasco, foi descrito como cheio do Espírito Santo e começou a proclamar apaixonadamente o evangelho cristão (boas novas).
No livro de Romanos, há uma descrição do que acontece através do batismo nas águas (Romanos 6,2-4): Nós morremos para pecar; como podemos viver mais? (arrependimento) Ou você não sabe que todos nós que fomos batizados em Cristo Jesus fomos batizados em sua morte? Portanto, fomos sepultados com ele pelo batismo na morte, a fim de que, assim como Cristo ressuscitou dos mortos através da glória do Pai, também possamos viver uma nova vida. (Estar imerso na água através do batismo é como Jesus sendo sepultado na tumba e ser criado fora da água é como a ressurreição de Jesus para uma nova vida, ou seja, nascida de novo pela água e pelo Espírito)
Hanigan percebe uma experiência comum de "morte e renascimento" nessas e em outras conversões que ele descreve como "encontros com o Deus vivo". Sua análise é que esses indivíduos responderam não tanto por um sentimento de culpa, mas por sua reverência, reverência e santo medo da presença de Deus. O padrão, ele escreve, começa com Deus tomando iniciativa na vida do indivíduo. Então, a pessoa responde reconhecendo e confessando a perda e o pecado pessoais, e depois aceitando um chamado à santidade.